# Verrallina spermathecus
Verrallina spermathecus är en tvåvingeart som beskrevs av Wijesundara 1951. Verrallina spermathecus ingår i släktet Verrallina och familjen stickmyggor.
Artens utbredningsområde är Sri Lanka. Inga underarter finns listade i Catalogue of Life.